# Kulki
Kulki is een plaats in het Poolse district  Miński, woiwodschap Mazovië. De plaats maakt deel uit van de gemeente Siennica en telt 70 inwoners.